# Sibiria

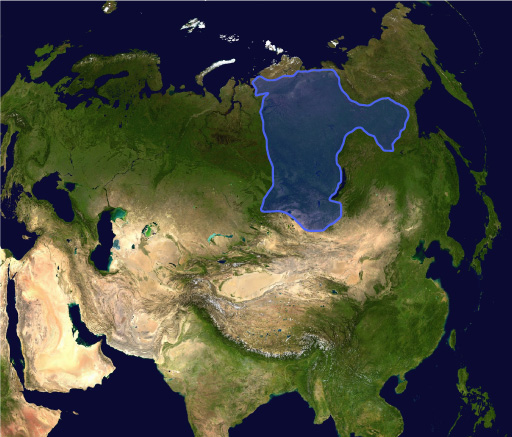
Heutige Lage von Sibiria

Sibiria oder Angaraland ist ein extrem alter Kraton (Festlandkern), der in der Erdgeschichte sowohl Bestandteil größerer Kontinente wie Rodinia oder Pannotia war als auch während des Paläozoikums einen eigenen Kontinent bildete. In der Gegenwart ist er Teil Sibiriens.